# Braštice
Braštice (německy Braschtitz) je skupina samot (Braštický Dvůr, Braštiny, U Balíčků, Kamenný Mlýn) mezi vesnicemi Mrvice a Manělovice, je součástí městyse Vrchotovy Janovice v okrese Benešov. Nachází se cca 2 km severně od Vrchotových Janovic. Je zde evidováno 9 adres.

## Historie
První písemná zmínka o vesnici pochází z roku 1370.
Za druhé světové války se ves stala součástí vojenského cvičiště Zbraní SS Benešov a její obyvatelé se museli 1. dubna 1944 vystěhovat.